# El Bolsón
El Bolsón – miasto w Argentynie, w prowincji Río Negro, w departamencie Bariloche.
Według danych szacunkowych na rok 2010 miejscowość liczyła 17 061 mieszkańców.
W mieście rozwinął się przemysł młynarski oraz drzewny.